# Armand Silvestre
Paul Armand Silvestre (18. dubna 1837 Paříž – 19. února 1901 Toulouse) byl francouzský úředník, spisovatel, básník, dramatik a literární kritik.

## Život
Armand Silvestre byl synem pařížského soudce. Studoval na École polytechnique s úmyslem vstoupit do armády. Studia ukončil r. 1859. Vojenskou kariéru opustil a věnoval se literatuře. V roce 1870 začal pracovat v oddělení financí. Měl úspěšnou úřednickou kariéru, r. 1886 byl vyznamenán Řádem čestné legie a v roce 1892 se stal inspektorem výtvarného umění. Vstoupil do literatury jako básník a byl počítán mezi Parnasisty.
Díla Armanda Silvestra publikovali především Alphonse Lemerre a Gervais Charpentier. Jeho básně zhudebnili mj. Gabriel Fauré v podobě melodií pro jeden hlas a klavír (Le Secret, L'Automne, ...) a Léo Delibes báseň Jours Passés pod názvem Regrets.
Od roku 1888 do roku 1891 vydával každý týden Les Joyeusetés de la Semaine, přičemž každá publikace obsahovala tři ilustrované komiksové příběhy, které upravil Paul Genay v kanceláři La Récréation de la jeunesse, rue du Croissant.
Během Dreyfusovy aféry se stal členem Ligue de la patrie française, umírněné anti-Dreyfusard ligy.
Umřel 19. února 1901 v Toulouse. Měl bronzovou sochu v Jardin des Plantes, která ale byla roztavena Němci během okupace. Z iniciativy Pierre Dumase, náměstka starosty Raymonda Badiou (starosta v letech 1944–1958) byla v Toulouse na náměstí Wilson vystavena Silvestreova kamenná busta.

## Dílo

### Poezie
- Rimes neuves et vieilles, avec une préface de George Sand (1866) voir sur Gallica
- Les Renaissances (1870)
- La Gloire du souvenir, poème d'amour (1872)
- Poésies, 1866–1874. Les Amours. La Vie. L'Amour (1875)
- La Chanson des heures, poésies nouvelles (1874–1878) (1878)
- Le Pays des roses, poésies nouvelles, 1880–1882 (1882)
- Le Chemin des étoiles: les Adorations, la Chanson des jours, Musiques d'amour, Dernières tendresses, Poèmes dialogués, 1882–1885 (1885)
- Le Dessus du panier: Impressions et souvenirs, Soleils toulousains, Propos de saison, Au pays des rêves (1885)
- Poésies, 1872–1878. La Chanson des heures (1887)
- Les Ailes d'or, poésies nouvelles (1890)
- Roses d'octobre, poésies, 1884–1889 (1890)
- Poésies, 1866–1872. Rimes neuves et vieilles. Les Renaissances. La Gloire du souvenir (1892)
- L'Or des couchants, poésies nouvelles, 1889–1892 (1892)
- Trente Sonnets pour Mademoiselle Bartet (1896)
- Les Aurores lointaines, poésies nouvelles, 1892–1895 (1896)
- Les Tendresses, poésies nouvelles, 1895–1898 (1898)
- Les Fleurs d'hiver, poésies nouvelles, 1898–1900 (1900)

### Próza
| Les Farces de mon ami Jacques (1re série de la Vie pour rire) (1881)                                            | Floréal (1891) |
| Les Mémoires d'un galopin, suivis de Petite Histoire naturelle (1882)                                           | Portraits et Souvenirs, 1886–1891 (1891)                                                                                               |
| Le Péché d'Ève (1882)                                                                                           | Histoires extravagantes (1892) |
| Le Filleul du docteur Trousse-Cadet, suivi des Nouveaux Malheurs du commandant Laripète (1882) voir sur Gallica | Pour les amants (1892) |
| Histoires belles et honnestes (1883) voir sur Gallica                                                           | Au pays des souvenirs: mes maîtres et mes maîtresses (1892)                                                                            |
| Madame Dandin et Mademoiselle Phryné (1883)                                                                     | Aventures grassouillettes (1892) |
| Contes grassouillets (1883)                                                                                     | Contes audacieux (1892) voir sur Gallica                                                                                               |
| Les Mélancolies d'un joyeux (1883) voir sur Gallica                                                             | Contes divertissants (1892) |
| Chroniques du temps passé. Le Conte de l'archer (1883)                                                          | Nouveaux contes incongrus (1892) |
| Pour faire rire. Gauloiseries contemporaines (1883)                                                             | Armand Silvestre "Le nu de Rabelais d'après Jules Garnier", illustrations de Japhet, E. Bernard & Cie Imprimeurs-Éditeurs, Paris, 1892 |
| Contes pantagruéliques et galants (1884)                                                                        | La Russie, impressions, portraits, paysages (1892)                                                                                     |
| En pleine fantaisie (1884)                                                                                      | Contes hilarants (1893) |
| Les Bêtises de mon oncle (1884)                                                                                 | Histoires réjouissantes (1893) |
| Le Livre des joyeusetés (1884)                                                                                  | Amours folâtres (1893) |
| Histoires de l'autre monde: mœurs américaines (1884)                                                            | Facéties galantes, contes joyeux (1893)                                                                                                |
| Le Falot (1884)                                                                                                 | Histoires abracadabrantes (1893) |
| Contes à la comtesse (1885)                                                                                     | Contes désopilants (1893) |
| Les Merveilleux Récits de l'amiral Le Kelpudubec (1885)                                                         | Procès Rousseil-Tessandier et biographie de Mlle Rousseil (1893)                                                                       |
| Joyeusetés galantes, suivies de Laripète citadin (1885)                                                         | La Semaine pour rire (152 fascicules, 1893–1896)                                                                                       |
| Les Cas difficiles (1886) voir sur Gallica                                                                      | La Kosake (1894) |
| Contes de derrière les fagots (1886) illustrés par Félix Lacaille                                               | Fantaisies galantes (1894) |
| Les Veillées de Saint-Pantaléon (1886)                                                                          | Veillées joviales (1894) |
| Histoires inconvenantes (1887)                                                                                  | Fariboles amusantes (1895) |
| Le Livre des fantaisies. Joyeusetés et mélancolies (1887)                                                       | Histoires gaies (1895) |
| Au fil du rire (1888)                                                                                           | Nouvelles Gaudrioles (1895) voir sur Gallica                                                                                           |
| Histoires joyeuses (1888) voir sur Gallica                                                                      | Le Passe-temps des farceurs (1895) |
| Fabliaux gaillards (1888) voir sur Gallica                                                                      | La Plante enchantée (1895) |
| Joyeux Devis (1888)                                                                                             | Contes au gros sel (1896) |
| Maïma (1888) voir sur Gallica                                                                                   | Contes irrévérencieux (1896) voir sur Gallica                                                                                          |
| Gauloiseries nouvelles (1888) voir sur Gallica                                                                  | Récits de belle humeur (1896) voir sur Gallica                                                                                         |
| Propos grivois (1888) voir sur Gallica                                                                          | Les Veillées galantes (1896) |
| Rose de mai, roman (1888) voir sur Gallica                                                                      | La Semaine joyeuse, (85 fascicules, 1896–1898)                                                                                         |
| Le Nu au Salon (5 volumes, 1888–1892)                                                                           | Contes tragiques et sentimentaux (1897)                                                                                                |
| Contes à la brune (1889) voir sur Gallica                                                                       | Le Petit art d'aimer, en quatorze chapitres (1897)                                                                                     |
| Histoires scandaleuses (1889)                                                                                   | Histoires gauloises (1898) |
| Un premier amant (1889) voir sur Gallica                                                                        | Belles Histoires d'amour (1898) |
| Livre d'amour (1890) voir sur Gallica                                                                           | Les Fleurs amoureuses (1899) |
| Les Facéties de Cadet-Bitard (1890)                                                                             | Arlette, roman (1900) |
| Qui lira rira (1890) voir sur Gallica                                                                           | Guide Armand Silvestre, de Paris et de ses environs et de l'Exposition de 1900 (1900)                                                  |
| Trente bonnes farces (1890)                                                                                     | La Chemise à travers les âges, album (1900)                                                                                            |
| Le Célèbre Cadet-Bitard (1891) voir sur Gallica                                                                 | Images de femmes (1901) |
| Les Malheurs du commandant Laripète (2e série de la Vie pour rire), suivis de: Les Mariages de Jacques (1891)   | Orfa, roman (1901) |
| L'Épouvantail des rosières (1891) voir sur Gallica                                                              | Les Sept Péchés capitaux. La luxure (1901) voir sur Gallica                                                                            |
| Contes salés (1891)                                                                                             | Les Dessous de la femme à travers les âges, album (1902)                                                                               |
| Histoires joviales (1891)                                                                                       | Contes incongrus (1902) |
| L'Effroi des bégueules (1891) voir sur Gallica                                                                  | Bibliothèque des Aventures gauloises (1902)                                                                                            |

### Divadlo a libreta
- Dimitri, opéra en 5 actes et 7 tableaux, avec Henri de Bornier, musique de Victorin de Joncières, Paris, théâtre National-Lyrique, 1er mai 1876
- Monsieur? comédie-bouffe en 3 actes, avec Paul Burani, Paris, Athénée-Comique, 24 octobre 1879
- Myrrha, saynète romaine, Paris, Cercle des arts libéraux, 20 décembre 1879
- La Tempête, poème symphonique en 3 parties, d'après Shakespeare, avec Pierre Berton, musique d'Alphonse Duvernoy, Paris, théâtre du Châtelet, 18 novembre 1880
- Coquelicot, opéra-comique en 3 actes, d'après les frères Cogniard, musique de Louis Varney, Paris, théâtre des Bouffes-Parisiens, 2 mars 1882
- Galante aventure, opéra-comique en 3 actes, avec Louis Davyl, musique d'Ernest Guiraud, Paris, Opéra-Comique, 23 mars 1882
- Henry VIII, opéra en 4 actes et 6 tableaux, avec Léonce Détroyat, musique de Camille Saint-Saëns, Paris, Opéra, 5 mars 1883
- Pedro de Zalamea, opéra en 4 actes, avec Léonce Détroyat, musique de Benjamin Godard, Anvers, théâtre Royal, 31 janvier 1884
- Les Templiers, opéra en 5 actes et 7 tableaux, avec Jules Adenis et Lionel Bonnemère, musique de Henry Litolff, Bruxelles, théâtre de la Monnaie, 25 janvier 1886
- Le Mari d'un jour, opéra-comique en 3 actes, avec Adolphe d'Ennery, musique d'Arthur Coquard, Paris, Opéra-Comique, 4 février 1886
- La Tesi, drame en 4 actes, avec Georges Maillard, Bruxelles, théâtre Molière, 29 octobre 1887; sous la direction de Paul Alhaiza (source: journal le globe illustré)
- Jocelyn, opéra en 4 actes, d'après le poème de Lamartine, avec Victor Capoul, musique de Benjamin Godard, Bruxelles, théâtre de la Monnaie, février 1888
- Chassé-croisé d'amour, opéra-bouffe en 1 acte, avec Édouard Cavailhon, musique d'Auguste de Villebichot, 1888
- La Femme bookmaker, opérette en 1 acte, avec Édouard Cavailhon, musique de Germain Laurens, 1888
- Sapho, février 1889
- Le Pilote, opéra en 3 actes et 4 tableaux, avec A. Gandrey, musique de J. Urich, Monte-Carlo, Casino, 29 mars 1890
- C, drame en 1 acte et en vers, Paris, Comédie-Française, 6 mars 1893
- Les Drames sacrés, poème dramatique en 1 prologue et 10 tableaux, en vers, avec Eugène Morand (1853–1930), musique de Charles Gounod, Paris, théâtre du Vaudeville, 15 mars 1893
- Izeÿl, drame en 4 actes, avec Eugène Morand, musique de Gabriel Pierné, Paris, théâtre de la Renaissance, 24 janvier 1894
- La Fée du rocher, ballet-pantomime en 2 actes et 6 tableaux, avec Francis Thomé et Jules Chéret, 1894
- Salomé, pantomime lyrique, avec Meltzer, musique de Gabriel Pierné, Paris, théâtre de l'Athénée, 4 mars 1895
- Le Chevalier aux fleurs, ballet-pantomime, musique d'André Messager et Raoul Pugno, au théâtre Marigny
- Tristan de Léonois, drame en 3 actes et 7 tableaux, dont 1 prologue, en vers, Paris, Comédie-Française, 28 octobre 1897
- Chemin de croix, douze poèmes religieux d'Armand Silvestre, mis en musique par Alexandre Georges, 1897 Affiche de Vincent Lorant-Heilbronn

- Messaline, drame lyrique en 4 actes et 5 tableaux, avec Eugène Morand, musique d'Isidore de Lara, 1899
- Charlotte Corday, drame musical en 3 actes, Paris, Opéra Populaire, février 1901
- Grisélidis, conte lyrique en 3 actes et 1 prologue, avec Eugène Morand, créé à la Comédie-Française le 15 mai 1891. Les auteurs en tirèrent un livret pour un mystère éponyme représenté le 13 novembre 1901 à l'Opéra-Comique sur une musique de Jules Massenet.
- Le Chevalier d'Éon, opéra-comique en 4 actes, avec Henri Cain, musique de Rodolphe Berger, Paris, théâtre de la Porte-Saint-Martin, 10 avril 1908

### Hudba
- Édouard Lalo, Tristesse, À celle qui part, 2 poèmes mis en musique, extraits de Les Ailes d'or
- Camille Saint-Saëns, Le Feu céleste, cantate pour soprano solo, chœur, orchestre, orgue et un récitant, op. 115 (sur une poésie d'Armand Silvestre)
- Gabriel Fauré, Madrigal, op. 35 (1883) (écouter en ligne [archive])
- Albert Roussel, Les Rèves (1900)

### V češtině
- Abbé d’Arthès: Jiřímu de Peyrebrune – přeložil Jaroslav Pšenička. Praha: 1902
- Ve víru lásky – Marcel Prévost. Chytla ho za slovo – Armand Silvestre; př. Jaroslav Horký. Praha: I. L. Kober, 1906
- Boty; Hlasovací lístek – Armand Silvestre. Můj dluh – Alfréd Capus; př. Jaroslav Zajíček-Horský: Praha I. L. Kober, 1906
- Co zavinil Sofokles – Armand Silvestre; př. Jaroslav Zajíček-Horský. Tři aventury; Klavír; Claire – Catulle Mendés; př. Otakar Auředníček. Praha: I. L. Kober 1906
- Rozpustilé povídky – př. Bedřich Král. Praha: Rudolf Storch, 1907
- Unešené spodky – Armand Silvestre. Noční přepadení – Masson Forestier; př. Jaroslav Zajíček-Horský. Praha: I. L. Kober, 1907
- Abbé d'Arthes – př. Josef Marek; in: 1000 nejkrásnějších novel... č. 41. Praha: J. R. Vilímek, 1913
- Život pro smích – př. Karel Vrána. Praha-Karlín: Emil Šolc, 1920
- Nahé povídky – př. Karel Lekeš. Praha-Vršovice: Jan Toužimský, 1923